# Trigonosoma albofasciatum
Trigonosoma albofasciatum är en tvåvingeart som först beskrevs av Meijere 1904.  Trigonosoma albofasciatum ingår i släktet Trigonosoma och familjen bredmunsflugor. Inga underarter finns listade i Catalogue of Life.